# Clawfinger
Clawfinger er et industrial- og rap metalband fra Sverige, der laver aggressiv, melodisk musik. Bandet var et af de første skandinaviske bands, der spillede i denne stil. Deres tekster omhandler politiske og anti-racistiske emner. Gruppen blev grundlagt i 1989 og gik i opløsning i 2013, men vendte tilbage igen 2017

## Bandets historie
Bandet kan dateres tilbage til sommeren 1989, hvor Zak Tell og Jocke Skog blev arbejdskolleger på Rosegrove Hospital i nærheden af Stockholm. I 1990 blev Bård Torstensen og Erlend Ottem også ansat, og de fire fandt en fælles interesse i musik. To af guitaristerne havde tidligere spillet i et lokalt band, Theo. Sammen brugte de en stor del af deres fritid på at komponere og skrive tekster.
Deres demo med tre numre (Waste of time, Nigger og Profit Preacher) blev hurtigt spillet i radioen, og MVG blev opmærksomme på bandet. Nigger er, på trods af de mange misforståelser opstået på grund af titlen, et stærkt anti-racistisk nummer. I 1993 udgav Clawfinger deres debut-cd uden pladeselskab. Cd'en solgte i mere end 600.000 eksemplarer. Bandet tog på turné og spillede på flere europæiske festivaler (blandt mange andre Roskilde Festival 1993), og spillede også som opvarmningsband for Anthrax og Alice in Chains. 
Efter en lang turné tog Clawfinger direkte til studiet og indspillede opfølgningsalbummet Use your Brain, der blev udgivet i 1995. Dette blev fulgt op af endnu en lang turné, hvor de blandt andet spillede på Monsters of Rock i Sydamerika og turnerede sammen med navne som Megadeth, Faith No More og Alice Cooper. 
I 1997 udgav bandet sin tredje cd, fra hvilken der blev udgivet tre singler; Biggest and the Best, Don't Wake Me Up og Two Sides. Fire år senere blev den fjerde cd, A Whole Lot of Nothing udgivet. Dette var bandets hidtil mest musikalsk komplekse album, der også indeholdt synthesizers, inspireret blandt andet af Prodigy, men brugt på bandets egne præmisser. 
I 2003 udkom albummet Zeros & Heroes, et mere aggressivt album med færre elektroniske elementer end forgængeren. Erland Ottem forlod bandet i oktober samme år for at forfølge en drøm om at blive softwarespecialist. 
I november 2005 udkom bandets seneste album, Hate Yourself with Style, der ikke er blevet så vel modtaget af kritikere som de tidligere albums.
Clawfinger er kendt for deres nære relationer til deres fans. Zak Tell besvarer ofte poster på deres website-forum, og hver eneste uge er der live-IRC chat, hvor bands kan tale med de forskellige bandmedlemmer.
I 2003 producerede Clawfinger et nummer for et boyband, deres nummer The Truth blev skrevet om til nummeret In Da House, der var et stort hit for det norske band L8R.
Gruppen blev officielt opløst i 2013, men blev gendannet i 2017.

## Medlemmer
Sidste lineup
- Zak Tell – forsanger (1989–2013 2017-)
- Jocke Skog – keyboard, vokal (1989–2013 2017-)
- Bård Torstensen – rytmeguitar (1990–2013  2017-)
- André Skaug – bas (1992–2013 2017-)
- Micke Dahlén – trommer (2008–13 2017-)

Tidligere medlemmer
- Erlend Ottem – lead guitar (1990–2003)
- Morten Skaug – trommer (1992–94)
- Ottar Vigerstøl – trommer (1994–97)
- Henka Johansson – trommer (1997–2008)

## Diskografi
- Deaf Dumb Blind (1993)
- Use Your Brain (1995)
- Clawfinger (1997)
- A Whole Lot of Nothing (2001)
- Zeros & Heroes (2003)
- Hate Yourself with Style (2005)
- Life Will Kill You (2007)